# OMSI – Der Omnibussimulator
OMSI – Der Omnibussimulator je simulacija autobusa koju je 2011. godine predstavila kompanija "M-R Software". Postoje dve verzije ove računarske igrice - OMSI i OMSI 2. 
Radnja igrice je smeštena u Berlinu, novembar 1989. godine. Vi ste zaduženi za vožnju autobusa na linijama 92 i 13N.

## Simulacija
Simulacija nije zamišljena da ima neki određeni scenario po kojem bi igrač dobio neke određene beneficije, "otključavao" rute ili vozila i sl. Ono po čemu se OMSI razlikuje od drugih simulacija jeste sama realnost koju "nosi" sa sobom.
- Ukoliko je trasa linije dugačka 20 km - u igrici će vam biti potrebno vremena koliko bi vam i u stvarnom svetu trebalo.
- Vozačeva kabina je urađena tako da igrač može gotovo svako dugme da pritisne i aktivira funkciju levim klikom kao i da pomoću "miša" usmeri pogled na određeni deo kabine.

## Vozila
Nakon instaliranja OMSI ima dva modela autobusa (dabl-deker) - MAN SD200 i MAN SD202.

## Mape
Originalne OMSI mape su Berlin Spandau 1989 (potpuno realna) i Grundorf (fiktivna).

## Modifikacija
Za ovu simulaciju postoji mnogo modela autobusa i mnogo mapa (nešto manje realnih). Neki od najpopularnijih autobusa za OMSI su MAN Lion's City, Solaris Urbino 10 III, Jelcz M125M i MAN NL202. Srpski modeli za OMSI su Ikarbus IK-103 (BETA) i Ikarbus IK-112N (OMSI 2). Kada je reč o mapama, najbolja realna besplatna mapa jeste "Projekt Szczecin" (imajte u vidu da je verzija 3.10 za OMSI dok je verzija 4.0 za OMSI 2). Od srpskih mapa objavljene su samo dve: Belgrade Fiktive i Becmen Fiktiv dok je nekoliko trenutno u fazi izrade.